# Бре (Саона и Лоара)
Бре (фр. Bray) насеље је и општина у источном делу централне Француске у региону Бургоња, у департману Саона и Лоара која припада префектури Макон.
По подацима из 2011. године у општини је живело 123 становника, а густина насељености је износила 12,44 становника/km². Општина се простире на површини од 9,89 km². Налази се на средњој надморској висини од 270 метара (максималној 475 m, а минималној 209 m).

## Демографија
| 1962. | 1968. | 1975. | 1982. | 1990. | 1999. | 2011. |
| ----- | ----- | ----- | ----- | ----- | ----- | ----- |
| 108   | 147   | 165   | 155   | 138   | 127   | 123   |

График промене броја становника у току последњих година